# 五龙镇 (天水市)
五龙镇，是中华人民共和国甘肃省天水市麦积区下辖的一个乡镇级行政单位。
2016年，甘肃省民政厅批复同意撤销五龙乡，设立五龙镇。

## 行政区划
五龙镇下辖以下地区：
凌温村、温家坪村、刘家湾村、张家湾村、中石沟村、雷家湾村、安家山村、小窑村、大尧村、杨王村、梁庄村、岳王村、岳家湾村、陈家山村、舍安子村、上石沟村、石洞沟村、周山村、柏树王村、温家湾村、谢家咀村、张强村、王咀村、汪家山村、常家渠村、雷尧村、陈家湾村和中庄村。